# Théophile-Eugène-Désiré-Marie Bois
Théophile-Eugène-Désiré-Marie Bois, francoski general, * 1880, † 1974.